# Władysławowo
Władysławowo [vwadɨswa'vɔvɔ] (kaschubisch Wiôlgô Wies; deutsch Großendorf; polnisch früher Wielkawiecz, später Wielka Wieś) ist eine Stadt an der Ostsee mit einem Seebad und einem Fischereihafen im Powiat Pucki der Woiwodschaft Pommern in Polen. Sie ist Sitz der gleichnamigen Stadt-und-Land-Gemeinde mit mehr als 15.000 Einwohnern.

## Geographie
Die Stadt liegt in Kaschubien – im ehemaligen Westpreußen, acht Kilometer nördlich von Puck (Putzig) an der Ostseeküste und der zur Danziger Bucht gehörigen Zatoka Pucka (Putziger Wiek). Unmittelbar anschließend an die Stadt erstreckt sich nach Südosten die Halbinsel Hel (Hela).
Der nordwestliche Nachbarort Rozewie (Rixhöft) ist der nördlichste Punkt der Woiwodschaft. Bei Jastrzębia Góra (Habichtsberg) befindet sich eine 33 m hohe Steilküste zur Ostsee.

## Geschichte

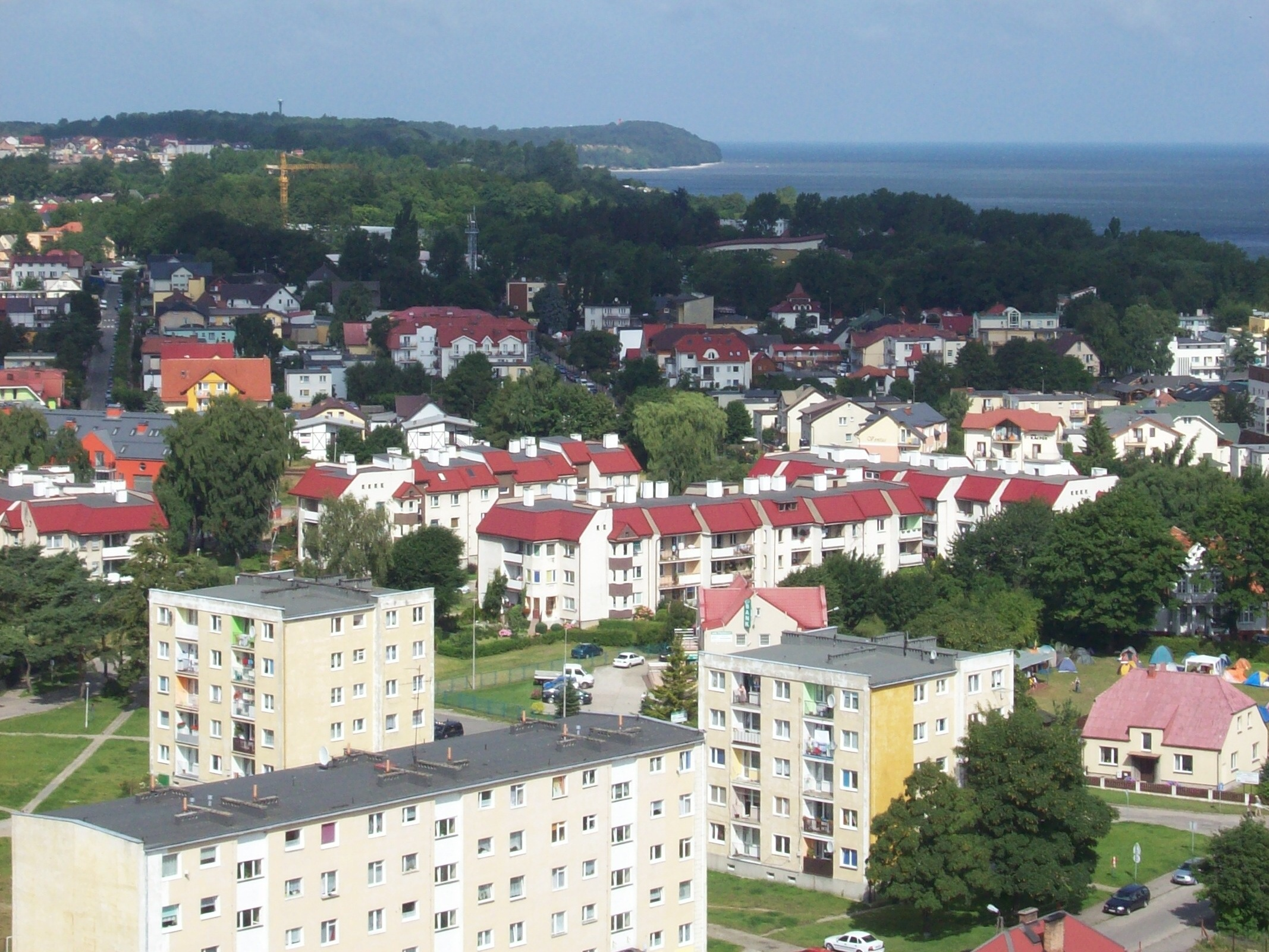
Stadtpanorama an der Ostsee

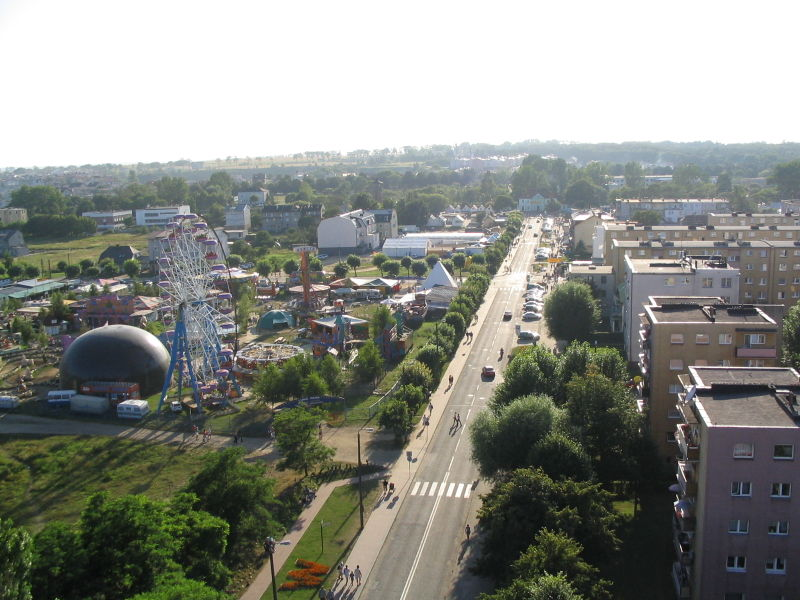
Hauptverkehrsader

In der Umgebung des Orts gab es früh menschliche Ansiedlungen. 1877 wurde zwischen Großendorf und Schwarzau ein ausgedehnter Begräbnisplatz aus dem Beginn der Eisenzeit aufgefunden. Kennzeichnend für diese als Großendorfer Kultur bezeichnete Kultur sind die pommerellischen Gesichtsurnen. Weitere jüngere Funde wurden 1913 und 1932 auf dem Gebiet des heutigen Hallerowo gemacht.
Die erste Erwähnung des kaschubischen Dorfes Vela Ves stammt aus dem Jahre 1284. Damals gehörte der Ort zum Herzogtum Pommerellen (Herzogsgeschlecht der Samboriden).
Von 1308 bis zum Zweiten Frieden von Thorn (1466) gehörte der Ort zum  Deutschordensstaat. Am 15. März 1376 beurkundete der Danziger Ordenskomtur Walpot von Bassenheim, dass er dem Heinz Grobesprochen und dessen Erben das Dorf Großendorf zu culmischem Recht zu besetzen gegeben habe zusammen mit 30 Hufen, nebst 15 Morgen Wiesen auf Hela. Diese Stiftungsurkunde ist am 25. Februar 1633 von König  Władysław IV. Wasa  zu Krakau bestätigt worden.
Bereits während der Zeit des Deutschordensstaats war der in Gutsbezirke unterteilte Putziger Distrikt mit der Halbinsel Hela von Danzig aus verwaltet worden, das sich 1440 dem Preußischen Bund und  1466 freiwillig dem autonomen, unter der Schirmherrschaft der polnischen Krone stehenden Preußen Königlichen Anteils angeschlossen hatte. 1598 ist die polnische Schreibweise Wielka Wieś erstmals belegt.
König  Władysław IV. Wasa ließ 1635  auf der Halbinsel Hela mit dem Bau eines Kriegshafens an der Ostsee beginnen, zur Abwehr der Schweden. Bei Vela Ves wurden zwischen 1641 und 1643 Schanzanlagen errichtet, die 1643/44 mit der in acht Kilometern Entfernung vom Dorf erbauten Festung Władysławowo vervollständigt wurden. Die Bauleitung hatten der Artillerieleutnant Friedrich Getkant und der Baumeister Johann Pleitner. Mit dem Einmarsch der Schweden unter Karl X. Gustav 1655 wurde die Weiterführung des Hafenbaus abgebrochen. Das Dorf und das Fort Władysławowo wurden zerstört, ebenso die Hafenanlagen, deren Reste im Laufe der Jahrhunderte in der Ostsee verschwunden sind. Die Festung wurde 1722 letztmals kartographisch von Giovanni Antonio Rizzi-Zannoni in der Carte de la Pologne festgehalten. Die  Ruinen der Festung sind mittlerweile in der Ostsee versunken.
Durch die Erste Teilung Polen-Litauens 1772 kam der Ort zu Preußen. Damals hatte es nur noch 15 Einwohner. Im Jahr 1785 wird Grossendorff oder Wielkawiecz als ein königliches Lehnmannsgut und Bauerndorf mit 15 Feuerstellen (Haushaltungen) bezeichnet. Bei der Choleraepidemie starben 1848 30 Einwohner. Im Jahr 1885 erhielt Großendorf eine Feuerwehr. Um die Jahrhundertwende entwickelten sich die Dörfer um das Putziger Wieck zu beliebten Badeorten.
Bis 1920 gehörte Großendorf zum Kreis Putzig im Regierungsbezirk Danzig der Provinz Westpreußen. Nach dem Ersten Weltkrieg musste das Putziger Gebiet mit Großendorf aufgrund der Bestimmungen des Versailler Vertrags ohne Volksabstimmung mit Wirkung vom 20. Januar 1920 zum Zweck der Einrichtung des Polnischen Korridors an Polen abgetreten werden. Im gleichen Jahr erwarb der polnische Offizier Henryk Bagiński 20 Hektar Wald auf den Fluren von Großendorf und gründete dort eine Siedlung, die er zu Ehren des Generals Józef Haller von Hallenburg Hallerowo nannte. Haller selbst erwarb im gleichen Jahr Teile davon. Hallerowo wurde zu einem Ausflugsziel, wie auch die Wohnplätze Cetniewo (Cettnau) und Poczernino.
1922 erhielt der Ort einen Bahnhof an der Bahnstrecke Reda–Hel (Rheda–Hela). Der polnische Küstenabschnitt erfuhr einen Aufschwung zu einem mondänen Badegebiet der Zweiten Republik. Auch die Einwohnerzahl vergrößerte sich und stieg von 507 Ew.  (1907) auf 727 Ew. (1931). Im Zuge des Baus des polnischen Militärhafens Gdynia entstand zwischen 1936 und 1938 durch das aus polnischen und französischen Unternehmen bestehende Hafenbaukonsortium auch der Fischereihafen, der bei Einweihung am 3. Mai 1938 nach dem König Władysław IV. Wasa als Władysławowo benannt wurde.
Durch den Überfall auf Polen 1939 kam das Territorium des Polnischen Korridors völkerrechtswidrig zum Deutschen Reich. Hallerowo wurde mit Großendorf vereinigt, das seinerseits in die Gemeinde Strellin (Strzelno) im Landkreis Neustadt (Westpr.) eingemeindet wurde.
Im Zweiten Weltkrieg eroberte die Rote Armee am 13. März 1945 Großendorf, womit es wieder zu Polen gehörte.
1948 wurden Wielka Wieś und der Badeort Hallerowo als gleichberechtigte Orte der Verwaltung in Władysławowo unterstellt. Am 1. Juli 1952 wurden Wielka Wieś, Hallerowo und die Hafensiedlung Władysławowo zur Gemeinde Władysławowo vereinigt, die am 13. Oktober 1954 mit dem Erreichen der dafür erforderlichen Einwohnerzahl von 2.200 zur stadtartigen Siedlung erhoben wurde. 1961 wurde die Kirche der Hl. Jungfrau Maria errichtet. Die Erhebung zur Stadt und Eingemeindung der Nachbarorte erfolgte am 30. Juni 1963.
Im Jahre 1978 wurde an der Ostseeküste der Küstenlandschaftspark Władysławowo eingerichtet. Mit den heute in Australien lebenden Nachkommen des Generals Haller wurde 1990 in dessen ehemaligen Haus Hallerówka eine Gedenkstätte für Haller und die Blaue Armee eingerichtet. Das benachbarte Blaue Haus seines Adjutanten Kapitän J. Dworzański wird seit 1981 für eine Dauerausstellung zum Küstenlandschaftspark genutzt.
1993 wurde in der Stadt das von Stanisław Szwechowicz geschaffene Denkmal für Józef Haller von Hallenburg (1873–1960) aufgestellt, im selben Jahr gab sich die Stadt ein neues Wappen, das die kaschubischen Traditionen hervorheben soll. Unterhalb des Wappens befindet sich in kaschubischer Sprache der Satz Wir halten es mit Gott. Seit 1. Januar 2015 ist die Gemeinde Władysławowo eine Stadt-und-Land-Gemeinde statt einer Stadtgemeinde.
Im Stadtteil Cetniewo besteht das „Zentrum für Olympiavorbereitungen“, eine Trainingsstätte für polnische Leistungssportler. Władysławowo ist Veranstaltungsort jährlicher Sportfestspiele. Als Stadt des Sportes wurde im Jahre 2000 eine Sternenallee der Spitzensportler eingerichtet, in der während der Festspiele bedeutende Sportler mit einem Messingstern gewürdigt werden.
Die Stadt hat den größten Fischereihafen der Woiwodschaft Pommern.

## Bevölkerungsentwicklung

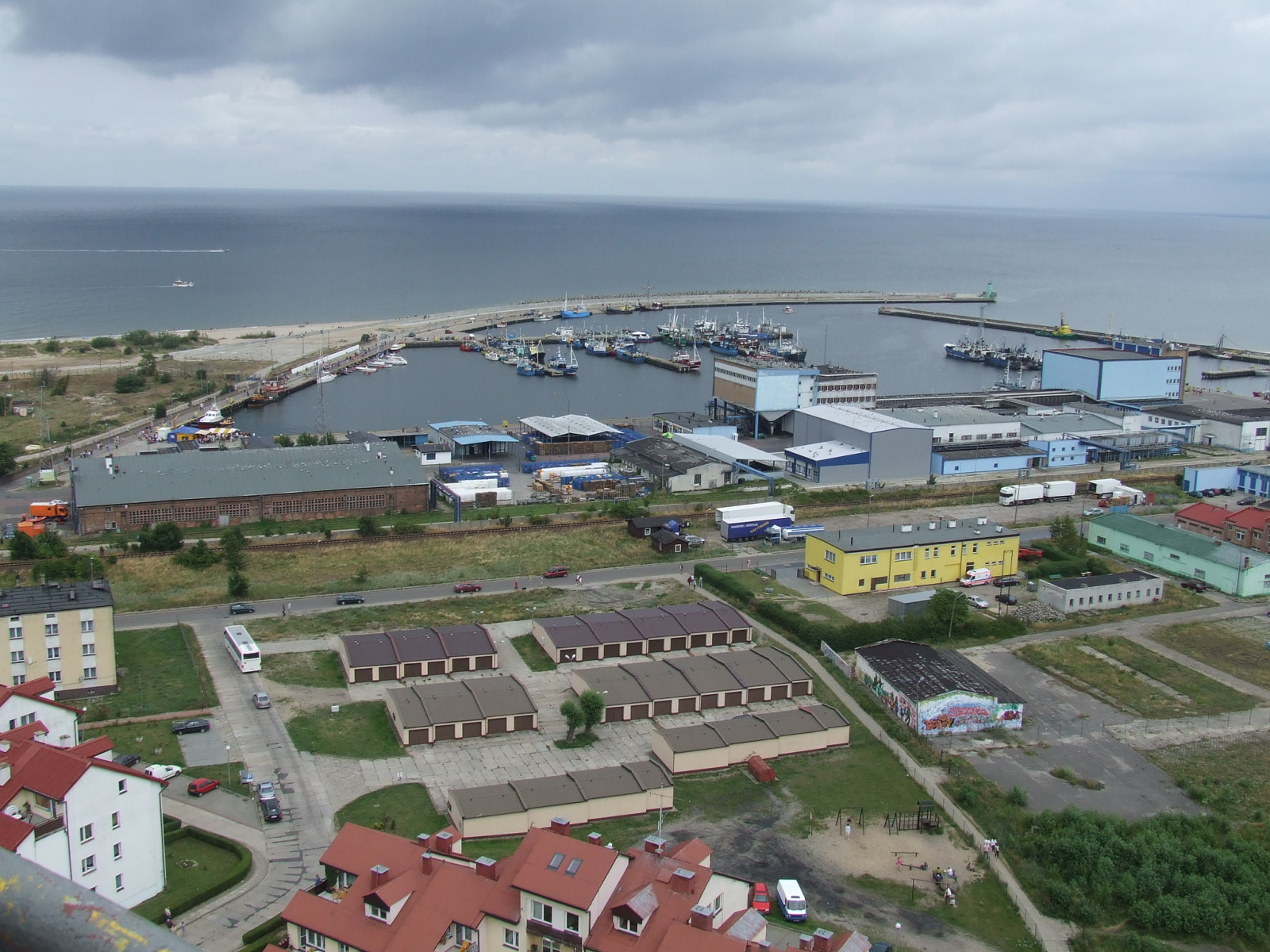
Hafen

| Jahr | Einwohner | Anmerkungen             |
| ---- | --------- | ----------------------- |
| 1772 | 15        |                         |
| 1816 | 184       | in 28 Häusern           |
| 1864 | 412       | [ 5 ]                   |
| 1871 | 438       | in 53 bewohnten Häusern |
| 1905 | 509       | [ 7 ]                   |
| 1931 | 727       |                         |

## Gemeinde

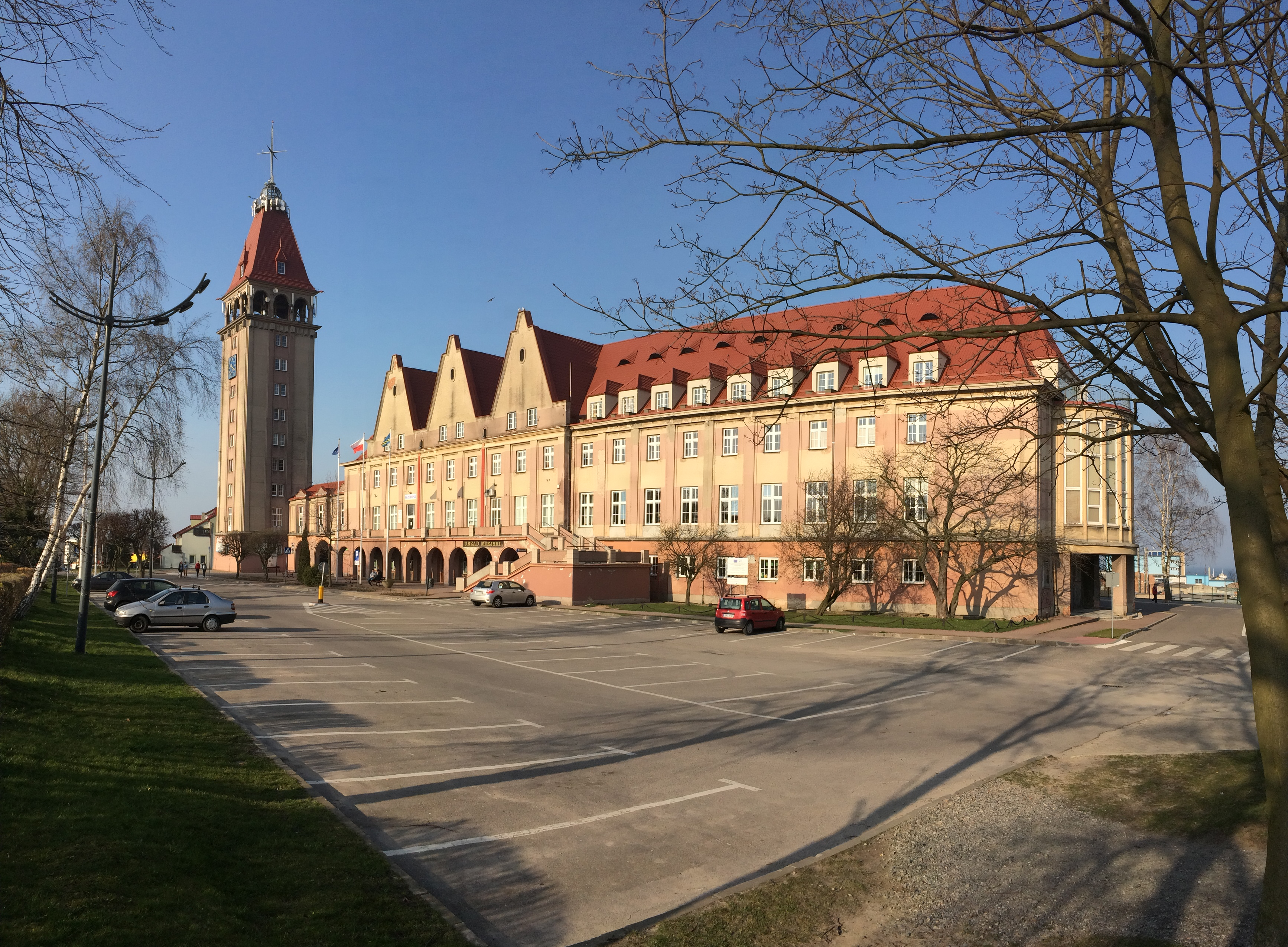
Gebäude am Fischereihafen

Die Stadt-und-Land-Gemeinde Władysławowo umfasst ein Gebiet von 38,4 Quadratkilometern mit mehr als 15.000 Einwohnern.

### Partnergemeinden
- Allinge-Gudhjem, Dänemark
- Lamstedt, Deutschland, seit 1992

## Persönlichkeiten
- Hermann Keidanski (1865–1938), Schachmeister und Schachkomponist
- Franz Potrykus (1887–unbekannt), deutscher Politiker (Zentrum) und Präsident des Danziger Volkstags (1933).